# The Enemies of Reason

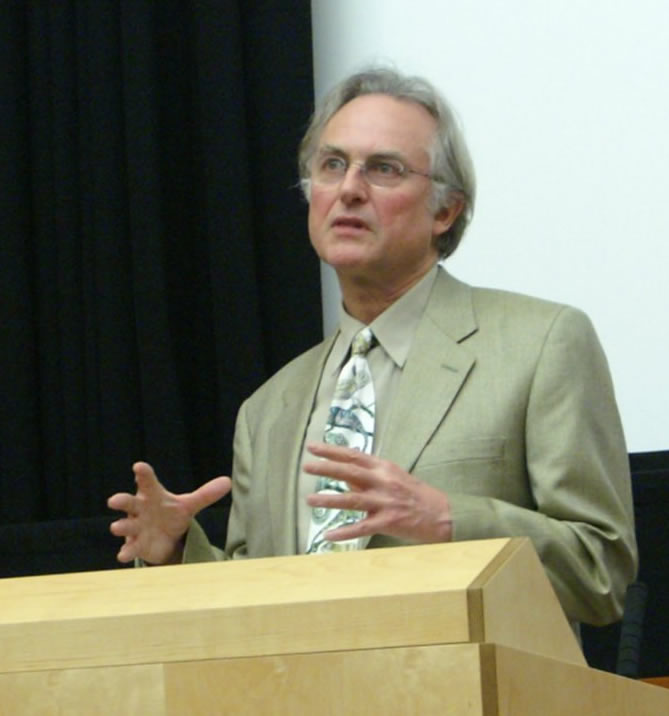
Richard Dawkins

The Enemies of Reason is een tweedelige televisie-documentaire geschreven en gepresenteerd door evolutiebioloog Richard Dawkins, gemaakt voor de Britse zender Channel 4.
In het eerste deel ligt de nadruk op bijgeloof. Wetenschapper Dawkins praat met voorvechters en tegenstanders van zaken als astrologie en vertrouwen in paranormale krachten, waarbij hij de beweringen vergelijkt met wat de wetenschap aangetoond heeft. Een vermeende methode als water vinden met behulp van een wichelroede wordt in de uitzending dubbelblind getest.
In aflevering twee gaat Dawkins in op wat hij noemt de irrationele gezondheidszorg. Hierbij komen met name alternatieve gezondheidszorg, het placebo-effect en alternatieve medicijnen aan bod, niet in de laatste plaats de middelen uit de homeopathie. Dawkins uitgangspunt is dat als deze methodes echt zouden werken, dan waren het inmiddels 'gewone gezondheidszorg' en 'gewone medicijnen'. Ook in deze aflevering komen experts aan het woord, zoals professor Nicholas Humphrey.
Centraal in de gehele documentaire staat Dawkins' appel aan de kijkers om altijd sceptisch en rationeel te blijven en zich alleen te laten overtuigen door concreet bewijs.
The Enemies of Reason werd voor het eerst uitgezonden op 13 en 20 augustus 2007 door Channel 4. De documentaire wordt gezien als min of meer de opvolger van Dawkins' eerdere project The Root of all Evil? uit 2006. The Enemies of Reason bevat interviews met Steve Fuller, Deepak Chopra, Satish Kumar en Derren Brown.